# Salpiglossis spinescens
Salpiglossis spinescens är en potatisväxtart som beskrevs av Dominique Clos. Salpiglossis spinescens ingår i släktet trumpetblommor, och familjen potatisväxter. Inga underarter finns listade i Catalogue of Life.